# Football Club Slovan Liberec
El Football Club Slovan Liberec es un club de fútbol de la ciudad de Liberec, en la República Checa. Actualmente milita en la Fortuna liga, primera división del fútbol en ese país.

## Historia

### Orígenes
Debido a que Liberec era una ciudad donde la mayoría de los habitantes eran de nacionalidad alemana, hasta 1945, éstos fundaron clubes y su propia liga en la región. El primer club checo de fútbol, el SK Liberec, se estableció después de la Primera Guerra Mundial, el 11 de mayo de 1919. En 1922, el originalmente club alemán FK Rapid Ober Rosenthal se convirtió en el club checo SK Rapid Horní Růžodol. En el mismo año, otro club se fundó en Liberec, el SK Doubí, seguido del AFK Stráž bezpečnosti. El 27 de febrero de 1934, el SK Liberec tomó el nuevo nombre de Slavia Liberec que dotaba al club de un carácter eslavo en el momento en que el régimen nazi en la vecina Alemania ya representaba una seria amenaza a Checoslovaquia, así como toda Europa.
La rivalidad que existió en Liberec entre el Rapid y el Slavia podría ser similar a la rivalidad entre los dos clubes más famosos de Praga, el Sparta y el Slavia. En 1938 se firmó el Pacto de Múnich, en el que representantes del Reino Unido, Francia, Italia y Alemania, obligaban a Checoslovaquia a retirarse de la zona fronteriza y a entregarse a Alemania. Después, Liberec fue incorporado al Reich alemán, fútbol checo en la ciudad se detuvo a un total de siete años.
Al final de la Segunda Guerra Mundial y con la liberación de Checoslovaquia en 1945, Liberec volvió a ser una ciudad checa. El primer partido de la posguerra se jugó en Turnov el 10 de junio de 1945 por el club de fútbol de Slavia de Liberec. El 15 de julio de 1945, los representantes de los clubes de fútbol checos de las zonas fronterizas que habían comenzado de nuevo se reunieron en el hotel Radnice. El resultado de la reunión fue el veredicto de que cada club de la zona fronteriza seguiría en la misma liga que había jugado en hasta 1938. Después de siete años de inactividad forzada, el Slavia Liberec se incluyó de nuevo en la clase IA y el Rapid Horní Růžodol en la categoría II.
En febrero de 1948 los comunistas tomaron el poder en Checoslovaquia. Bajo el nuevo nombre de Kolora, el Rapid Liberec, ex Horní Růžodol, luchó por ascender a la primera división. Debido una mal reestructuración mal llevada a cabo de la educación física y el deporte checoslovaco, el Kolora permaneció en la segunda liga, pero una decisión administrativa situó al Slavoj Liberec, originalmente establecido como Čechie, en la primera división. En ese momento, el Slavoj sólo había jugado en la liga regional. Esta reorganización provocó una gran controversia en Liberec. Después de una temporada, el Slavoj descendió a la segunda división. Tres años más tarde, Kolora luchó una vez por ascender a la máxima categoría, pero el equipo no logró salvarse del descenso en la temporada siguiente.

### Fundación del Slovan
En 1958 se tomó la decisión de cerrar los clubes Jiskra —nombre que recibió el Kolora posteriormente— y el Slavoj y fusionarlos en un solo equipo que tuviese el potencial de conseguir un puesto en la Primera División de Checoslovaquia. Aunque este plan suscitó reacciones muy negativas entre los futbolistas y aficionados por igual, y a pesar de que los miembros del Slavoj inicialmente declararon que rechazaban el plan, al final cambiaron de parecer. Como resultado, se formó el TJ Slovan Liberec el 12 de julio de 1958. Con este nombre, el club de fútbol confirmó el carácter checo del club, así como la región donde jugaba. El primer competidor del equipo recién creado enfrentó fue el Spartak Praha Sokolovo, en el que el Slovan perdió 0:3. A pesar de todos sus esfuerzos, durante mucho tiempo el Slovan Liberec no tuvo éxito en su lucha por el título. En ciertas etapas de su historia, incluso pasó varias temporadas en divisiones regionales o en la tercera liga.
En la década de 1970, el Slovan logró ascender a la segunda división, que en ese momento incluía cinco equipos de Bohemia, uno de Moravia y diez equipos eslovacos. Debido a las grandes distancias, los futbolistas de Liberec incluso tuvieron viajar en avión para jugar contra equipos en Bardejov o Michalovce, situado en la parte oriental del país. En 1971, el Slovan volvió a fracasar en su intento de ascender a primera división. Tras esto siguieron dos descensos y dos ascensos de nuevo a la segunda división.

### Primeros éxitos nacionales
Después de superar la crisis financiera que el club se encontraba en 1989 a raíz de la Revolución de Terciopelo y tras la disolución de Checoslovaquia, el Slovan Liberec finalmente tuvo la oportunidad de ganar el ascenso a la primera división, ya que también desapareció la primera división checoslovaca, por lo que los seis mejores equipos de la segunda división fueron elevados a la recién creada liga checa. El Slovan ascendió a la primera división con la formación de la liga checa en 1993 y ha mantenido esa posición desde entonces. En los años 1990 el club logró acabar la mayoría de las ocasiones en mitad de la tabla.
El 10 de mayo de 2000 el Slovan consiguió el primer título de su historia al ganar la final de la Copa de Chequia (1-2) al Baník Ratíškovice. En 2002, bajo la dirección de Ladislav Škorpil, Slovan Liberec se convirtió en el primer campeón de la República Checa fuera de Praga. Como campeón checo, entraron en la tercera ronda de clasificación de la Liga de Campeones de la UEFA, pero fue emparejado con el AC Milan, futuro campeón, y fue eliminado ( 0-1 , 2-1). Posteriormente, el equipo terminó cuarto en la liga en 2002-03. Debido a un escándalo de corrupción en la temporada 2004-05, el club fue penalizado con seis puntos y llegó a terminar quinto con 46 puntos. En la temporada 2005-06 el Slovan se recuperó para lograr su segundo título de liga, lo que confirmaba su condición equipo importante fuera de Praga y rompió la hegemonía del Sparta y Slavia.
En junio de 2007 el entrenador Vítězslav Lavička renunció en medio de problemas con la gerencia del club y la decepcionante eliminación de la Liga de Campeones ante el Spartak de Moscú. Liberec entró en la primera ronda de Copa de la UEFA, donde derrotaron a los campeones de Serbia, el Estrella Roja de Belgrado, antes de ser eliminado en la fase de grupos. En la siguiente temporada, el equipo llegó a la final de la Copa de la República Checa, pero perdió en la tanda de penaltis ante el Sparta Praga.
La temporada 2008-09 comenzó con la derrota europea en la Copa de la UEFA ante sus rivales vecinos eslovacos del MŠK Žilina. Por el contrario, el club comenzó su temporada de la liga doméstica con resultados positivos contra los dos equipos dominantes de Praga, superando a los campeones del Slavia 2-1 y 3-0 al Sparta. Sin embargo, una serie de malos resultados ante rivales menores llevaron al club al quinto lugar en otoño. El receso invernal benefició al Slovan, que optó por un enfoque más ofensivo y trajo una mejora en los resultados. El delantero croata Andrej Kerić anotó 15 goles y se convirtió en el máximo goleador de la liga ya que el club terminó en tercer lugar, logrando la clasificación para la recién renombrada UEFA Europa League 2009-10.
En la temporada 2011-12 el Slovan se convirtió en campeón de liga por tercera vez en la historia del club tras superar al Sparta Praga y al Viktoria Plzeň en la tabla de clasificación. En la Liga de Campeones superó en segunda ronda al Shakhter Karagandy, pero cayó en tercera ronda ante el campeón rumano, el CFR Cluj.

## Uniforme
- Uniforme titular: Camiseta azul, pantalón azul y medias azules.
- Uniforme alternativo: Camiseta blanca, pantalón blanca, medias blancas.

## Palmarés

### Torneos Nacionales (5)
- Primera División de la República Checa (3): 2002, 2006, 2012
- Copa de la República Checa (2): 2000, 2015

## Participación en competiciones de la UEFA
| Temporada | Torneo                | Ronda            | Club                  | Marcador                |
| --------- | --------------------- | ---------------- | --------------------- | ----------------------- |
| 2000/01   | UEFA Cup              | 1                | IFK Norrköping        | 2–2, 2–1                |
| 2000/01   | UEFA Cup              | 2                | Liverpool FC          | 0–1, 2–3                |
| 2001/02   | UEFA Cup              | 1                | Slovan Bratislava     | 2–0, 0–1                |
| 2001/02   | UEFA Cup              | 2                | Celta                 | 1–3, 3–0                |
| 2001/02   | UEFA Cup              | 3                | Mallorca              | 3–1, 1–2                |
| 2001/02   | UEFA Cup              | 4                | Olympique Lyon        | 1–1, 4–1                |
| 2001/02   | UEFA Cup              | Cuartos de final | Borussia Dortmund     | 0–0, 0–4                |
| 2002/03   | UEFA Champions League | Clasificatoria 3 | AC Milan              | 0–1, 2–1                |
| 2002/03   | UEFA Cup              | 1                | Dinamo Tbilisi        | 3–2, 1–0                |
| 2002/03   | UEFA Cup              | 2                | Ipswich Town FC       | 0–1, 1–0 (4–2 pen.)     |
| 2002/03   | UEFA Cup              | 3                | Panathinaikos FC      | 2–2, 0–1                |
| 2003      | Copa Intertoto        | 2                | Shamrock Rovers       | 2–0, 2–0                |
| 2003      | Copa Intertoto        | 3                | Racing                | 1–0, 2–1                |
| 2003      | Copa Intertoto        | Semifinales      | FC Schalke 04         | 1–2, 0–0                |
| 2004      | Copa Intertoto        | 2                | FK ZTS Dubnica        | 2–1, 5–0                |
| 2004      | Copa Intertoto        | 3                | Roda JC               | 1–0, 1–1                |
| 2004      | Copa Intertoto        | Semifinales      | FC Nantes             | 1–0, 1–2                |
| 2004      | Copa Intertoto        | Final            | FC Schalke 04         | 1–2, 0–1                |
| 2005      | Copa Intertoto        | 2                | Beitar Jerusalem      | 5–1, 2–1                |
| 2005      | Copa Intertoto        | 3                | Roda JC               | 0–0, 1–1                |
| 2006/07   | UEFA Champions League | Clasificatoria 3 | FC Spartak Moscow     | 0–0, 1–2                |
| 2006/07   | UEFA Cup              | 1                | Red Star Belgrade     | 2–0, 2–1                |
| 2006/07   | UEFA Cup              | Grupo C          | Sevilla FC            | 0–0                     |
| 2006/07   | UEFA Cup              | Grupo C          | SC Braga              | 0–4                     |
| 2006/07   | UEFA Cup              | Grupo C          | Grasshopper           | 4–1                     |
| 2006/07   | UEFA Cup              | Grupo C          | AZ                    | 2–2                     |
| 2007      | Copa Intertoto        | 2                | Tobol Kostanay        | 1–1, 0–2                |
| 2008/09   | UEFA Cup              | Clasificatoria 2 | MŠK Žilina            | 1–2, 1–2                |
| 2009/10   | UEFA Europa League    | Clasificatoria 3 | FC Vaduz              | 1–0, 2–0                |
| 2009/10   | UEFA Europa League    | Play-off         | FC Dinamo Bucureşti   | 3–0 (c), 0–3 (8–9 pen.) |
| 2012/13   | UEFA Champions League | Clasificatoria 2 | FC Shakhter Karagandy | 1–0, 1–1 (a.e.t.)       |
| 2012/13   | UEFA Champions League | Clasificatoria 3 | CFR Cluj              | 0–1, 1–2                |
| 2012/13   | UEFA Europa League    | Play-off         | Dnipro                | 2–2, 2–4                |
| 2014–15   | UEFA Europa League    | Clasificatoria 2 | MFK Košice            | 1–0, 3–0                |
| 2014–15   | UEFA Europa League    | Clasificatoria 3 | FC Astra Giurgiu      | 0–3, 2–3                |
| 2020-21   | UEFA Europa League    | Clasificatoria 2 | Riteriai              | 5–1                     |
| 2020-21   | UEFA Europa League    | Clasificatoria 3 | FCSB                  | 2–0                     |
| 2020-21   | UEFA Europa League    | Play-Off         | APOEL                 | 1–0                     |
| 2020-21   | UEFA Europa League    | Grupo L          | Gent                  | 1–0, 2–1                |
| 2020-21   | UEFA Europa League    | Grupo L          | Estrella Roja         | 0–0, 1–5                |
| 2020-21   | UEFA Europa League    | Grupo L          | Hoffenheim            | 0–2, 0–5                |

## Entrenadores
La siguiente es una lista de los últimos entrenadores del club:
- Vlastimil Petržela (1992–95)
- Ladislav Škorpil (1998–04)
- Josef Csaplár (2001–03)
- Stanislav Griga (2003–05)
- Vítězslav Lavička (2004–07)
- Michal Zach (2007)
- Ladislav Škorpil (2007–09)
- Josef Petřík (2009–10)
- Petr Rada (2010–11)
- Jaroslav Šilhavý (2011–abril de 2014)
- David Vavruška (abril de 2014–junio de 2014)
- Samuel Slovák (junio de 2014-)